# Cantonul Surgères
Cantonul Surgères este un canton din arondismentul Rochefort, departamentul Charente-Maritime, regiunea Poitou-Charentes, Franța.

## Comune
| Comune                       | Populație (1999) | Cod poștal | Cod INSEE |
| ---------------------------- | ---------------- | ---------- | --------- |
| Breuil-la-Réorte             | 344              | 17700      | 17063     |
| Marsais                      | 868              | 17700      | 17221     |
| Péré                         | 327              | 17700      | 17272     |
| Puyravault                   | 534              | 17700      | 17293     |
| Saint-Georges-du-Bois        | 1 683            | 17700      | 17338     |
| Saint-Germain-de-Marencennes | 1 130            | 17700      | 17340     |
| Saint-Mard                   | 975              | 17700      | 17359     |
| Saint-Pierre-d'Amilly        | 434              | 17700      | 17382     |
| Saint-Saturnin-du-Bois       | 845              | 17700      | 17394     |
| Surgères                     | 6 188            | 17700      | 17434     |
| Vandré                       | 743              | 17700      | 17457     |
| Vouhé                        | 571              | 17700      | 17482     |